# HSP90AA1
HSP90AA1（heat shock protein 90 alpha family class A member 1）もしくはHsp90α（Hsp90A）は、ヒトではHSP90AA1遺伝子にコードされるタンパク質である。

## 機能
HSP90AA1遺伝子は、ストレス誘導性のHsp90αをコードする。パラログであるHsp90β（HSP90AB1）は恒常的に発現しており、アミノ酸同一性は86%である。Hsp90ファミリーの一員として、Hsp90α二量体は分子シャペロン機能を果たし、他のタンパク質に結合して機能的な立体構造へのフォールディングを補助する。この分子シャペロン活性はATP加水分解のエネルギーによる構造的再編成のサイクルによって駆動される。Hsp90αは多数のがん促進タンパク質と相互作用しており、またストレスへの適応に関与しているため、薬剤標的としての役割に焦点を当てられている。

## 遺伝子構造
HSP90AA1遺伝子は14番染色体の14q32.33に位置し、長さは59 kb以上にわたる。3番、4番、11番、14番染色体にはHSP90AA1の偽遺伝子がいくつか存在している。HSP90AA1遺伝子は異なる転写開始部位から転写される2種類のｍRNA転写産物をコードしている。長いバリアント（TV1、NM_001017963.3）は854アミノ酸からなるアイソフォーム1（NP_001017963）をコードし、短いバリアント（TV2、NM_005348.3）は732アミノ酸からなるアイソフォーム2（NP_005339）をコードする。アイソフォーム1と2はN末端以外は同一である。

## 発現
Hsp90αとHsp90βのアミノ酸配列には共通点がみられるが、発現調節の方法は異なっている。Hsp90αはストレスによって誘導されるのに対し、Hsp90βは恒常的に発現している。HSP90AA1の上流にはいくつかの熱ショックエレメント（heat shock element、HSE）が位置しており、誘導発現を可能にしている。

## プロモーター
HSP90AA1遺伝子の転写は、ストレス時にマスター転写因子であるHSF1がHSP90AA1のプロモーターに結合することで誘導されることが明らかされている。しかしながら、HSP90AA1プロモーターとともにヒトゲノムの広範囲の解析に焦点を当てたいくつかの研究では、他のさまざまな転写複合体もHSP90AA1の遺伝子発現を調節していることが示されている。哺乳類のHSP90AA1やHSP90AB1遺伝子の発現は形質転換したマウス細胞を用いて初めて特性解析がなされ、通常の条件下ではHSP90AB1がHSP90AA1よりも2.5倍高く恒常的に発現していることが示された。しかしながら、熱ショックに伴ってHSP90AA1の発現は7.0倍増加したのに対し、HSP90AB1は4.5倍しか増加しなかった。HSP90AA1プロモーターの詳細な解析からは、転写開始部位から上流1200 bp以内に2つのHSEが存在することが示されている。遠位のHSEは熱ショックによる誘導に必要であるのに対し、近位のHSEはpermissiveな状態にするエンハンサーとして機能する。このモデルは正常条件下の細胞のChIP-seq解析からも支持されており、HSF1は近位のHSEに結合しているのに対し、遠位のHSEでは検出されない。がん原タンパク質MYCもHSP90AA1遺伝子の発現を誘導することが知られており、転写開始部位近傍に結合することがChIP-seqによって確認されている。Hsp90Aの発現を欠乏させる実験からは、MYCによる形質転換にはHSP90AA1が必要であることが示されている。乳がん細胞では、成長ホルモンであるプロラクチンがSTAT5を介してHSP90AA1の発現を誘導している。NF-κB（RELA）もHSP90AA1の発現を誘導し、NF-κB転写の生存促進能力の説明となる可能性がある。逆に、がん抑制因子であるSTAT1はHSP90AA1のストレス誘導性発現を阻害する。これらの知見に加え、ヒトゲノムのChIP-seq解析からはHSP90AA1プロモーター領域内のRNAポリメラーゼII (POLR2A) 結合部位には合計85種類の転写因子が結合することが示されている。このことはHSP90AA1遺伝子の発現は高度に調節された複雑なものである可能性を示している。

## インタラクトーム
Hsp90αとHsp90βを合わせると、真核生物のプロテオームの10%と相互作用することが予測されている。ヒトでは、およそ2000種類の相互作用タンパク質とのネットワークを形成していることとなる。現在、Hsp90αとHsp90βの双方に関して725種類以上の相互作用が実験的に示されている。こうした多くのタンパク質と関係することで、Hsp90は多様なタンパク質相互作用ネットワークを連結するハブとして機能している。こうしたネットワークにおいて、Hsp90は主にシグナル伝達や情報のプロセシングに関与するタンパク質を維持し調節する専門的役割を果たしている。Hsp90の相互作用パートナーには、遺伝子発現を開始する転写因子、他のタンパク質を翻訳後修飾することで情報を伝達するキナーゼ、標的タンパク質のプロテアソームを介した分解をもたらすE3リガーゼなどが含まれる。LUMIER法を用いた近年の研究では、ヒトのHsp90βは全ての転写因子の7%、全てのキナーゼの60%、全てのE3リガーゼの30%と相互作用することが示されている。他の研究では、Hsp90はさまざまな構造タンパク質、リボソームタンパク質、代謝酵素とも相互作用することが示されている。また、HIVやエボラウイルスを含む、多数のウイルスタンパク質と相互作用することも知られている。Hsp90の活性を調節し、指揮する多数のコシャペロンが存在することは言うまでもない。一方で、Hsp90αとHsp90βとで異なるタンパク質相互作用を見分けることに焦点を当てた研究は少ない。ツメガエルの卵や酵母で行われた研究では、Hsp90αとHsp90βではコシャペロンやクライアントタンパク質との相互作用が異なることが示されている。しかしながら、ヒトの各パラログに割り当てられた固有の機能に関する理解はほとんど得られていない。Hsp90の相互作用データはHsp90Int.DBウェブサイトに集約されている。Hsp90αとHsp90βの双方のインタラクトームのオントロジー解析からは、各パラログはそれぞれ固有の生物学的過程、分子的機能、細胞内構成要素と関係していることが示されている。

HSP90AA1は次に挙げる因子と相互作用することが示されている。
- AHSA1（英語版）[35]
- AKT1（英語版）[36][37][38]
- AR[39][40]
- C-Raf[41][42]
- CDC37（英語版）[43][44]
- DAP3（英語版）[45]
- EPRS（英語版）[46]
- ERN1[47]
- ESR1[48][49]
- FKBP5（英語版）[50]
- GNA12（英語版）[51]
- GUCY1B3（英語版）[52]
- HER2/neu[53][54]
- HSF1（英語版）[48][55]
- Hop[56][57]
- NOS3[52][58][59]
- NR3C1[45][60][61][62][63][64][65]
- P53[66][67][68]
- PIM1（英語版）[69]
- PPARA（英語版）[70]
- SMYD3（英語版）[71]
- STK11[72]
- TGFBR1（英語版）[73]
- TGFBR2（英語版）[73]
- TERT[36][37]

## 翻訳後修飾
翻訳後修飾は、Hsp90の調節に大きな影響を及ぼす。Hsp90が持つ多くの機能を調節するため、リン酸化、アセチル化、S-ニトロシル化、酸化、ユビキチン化による修飾がなされる。修飾部位はPhosphoSitePlusで知ることができる。こうした部位の多くはHsp90αとHsp90βで保存されているが、いくつかの違いによってHsp90α特異的な機能が発揮される。
Hsp90のリン酸化はクライアントタンパク質、コシャペロン、ヌクレオチドの結合に影響を与えることが示されている。Hsp90α特異的なリン酸化も行われることが示されている。こうしたユニークなリン酸化部位は、Hsp90αの分泌などの機能のシグナルとなったり、DNA損傷領域への移動や、特異的コシャペロンとの相互作用を引き起こす。また、Hsp90αの高アセチル化も分泌を引き起こし、がんの浸潤性の増加をもたらす。

## 臨床的意義
Hsp90αの発現は疾患の予後と関係していることが知られている。Hsp90αの発現レベルの上昇は、白血病、乳がん、膵臓がんの他、慢性閉塞性肺疾患（COPD）の患者でも見られる。ヒトのT細胞では、HSP90AA1の発現は、IL-2、IL-4、IL-13といったサイトカインによって上昇する。プロテオスタシスを維持するための相互作用を行うHsp90やその他の保存されたシャペロン・コシャペロンは、老化したヒトの脳では抑制されている。アルツハイマー病やハンチントン病などの加齢関連神経変性疾患の患者の脳では、この抑制がさらに悪化していることが明らかにされている。

### がん
ここ20年で、Hsp90はがんとの闘いにおける興味深い標的であることが明らかとなってきた。Hsp90は発がんを促進する多数のタンパク質と相互作用して補助していることから、悪性形質転換やプログレッションに必要不可欠であると考えられており、"cancer enabler"であると見なされている。さらに、どちらのパラログも広範囲のインタラクトームを介してがんの各特徴と関係している。しかしながら、がんゲノムアトラス（TCGA）のデータによると、大部分の腫瘍でHSP90AA1遺伝子に変化は生じていない。Hsp90の全体的な発現レベルは細胞内の他のタンパク質と比較して高く維持されており、Hsp90の発現レベルがさらに高くなることはがんの成長に利益をもたらさない可能性があるため、HSP90AA1遺伝子に変異が少ないことは驚くにはあらたないかもしれない。一方、最も多くの変化が生じているのは膀胱がんであり、膵臓がんが続く。全ての腫瘍種やがん細胞株の全ゲノムシーケンシングからは、HSP90AA1遺伝子のオープンリーディングフレームに現在115種類の異なる変異が確認されている。しかしながら、これらの変異がHsp90αの機能に与える影響は明らかではない。特筆すべきこととしては、HSP90AA1遺伝子がホモ接合型で欠失したいくつかの腫瘍では、悪性度が低下している可能性が示唆されている。このことは206人の胃がん患者の比較ゲノムワイド解析からも支持されており、HSP90AA1の喪失は手術のみによる治療後の予後良好と関係している。そして、腫瘍生検試料中のHsp90αの非存在が良好な臨床転帰のバイオマーカーとなる可能性が支持されている。
Hsp90αのHsp90βとの生物学的な差異は、Hsp90αは細胞内での役割に加えて、創傷治癒や炎症時に細胞外へ分泌されて機能することが現在理解されている点である。これら2つの過程はがんに乗っ取られることが多く、悪性細胞の運動性、転移、血管外漏出を可能にしている。前立腺がんに関する現在の研究からは、細胞外のHsp90αはがん関連線維芽細胞の慢性炎症を促進するシグナルを伝達することが示されている。こうした悪性腺腫細胞周囲の細胞外環境のリプログラミングは、前立腺がんのプログレッションを刺激することが理解されている。細胞外のHsp90αは、NF-κB（RELA）とSTAT3による転写プログラムの活性化によって炎症を誘導する。この転写プログラムには炎症性サイトカインであるIL-6やIL-8が含まれている。また、それと同時にNF-κBはHsp90αの発現も誘導する。その結果、刺激された線維芽細胞からは新たに合成されたHsp90αが分泌され、悪性部位で炎症ストームを生み出す自己分泌・傍分泌ポジティブフィードバックループが形成される、というモデルが提唱されている。この考えは、進行した悪性腫瘍患者の血漿中のHsp90α濃度の増加の相関の説明となる可能性があり、さらなる注目に値する。

### Hsp90阻害剤
がん細胞は多くのキナーゼや転写因子など、活性化されたがんタンパク質を補助するためにHsp90を利用している。悪性腫瘍ではこうしたクライアントタンパク質の遺伝子には変異、増幅、転座が生じていることが多く、悪性形質転換によって誘導された細胞ストレスの緩衝材としてHsp90は機能している。Hsp90の阻害によって、クライアントタンパク質の多くに分解もしくは不安定性がもたらされる。そのため、Hsp90はがん治療における魅力的な標的となっている。全てのATPアーゼと同様、in vivoでのHsp90のシャペロン機能にはATPの結合と加水分解が必要不可欠である。ATPと置き換わるHsp90阻害剤はこのサイクルの初期段階に干渉し、大部分のクライアントタンパク質のユビキチン化とプロテアソームを介した分解を引き起こす。したがって、阻害剤の開発にはヌクレオチド結合ポケットが最も適している。2014年時点で、Hsp90阻害剤に関しては腫瘍分野で23種類の試験が行われており、13種類のHsp90阻害剤でがん患者での臨床評価が進行している。Hsp90のN末端のヌクレオチド結合ポケットが最も広く研究されて標的となっているが、近年の研究ではC末端領域にも2つ目のATP結合部位が存在することが示唆されている。この領域の標的化によって、特定のホルモンとHsp90との相互作用が低下し、またHsp90のヌクレオチド結合に影響が生じることが示されている。このC末端領域を標的とした阻害剤で臨床使用されたものはまだないが、N末端領域とC末端領域を標的とした阻害剤の併用は化学療法の新たな戦略となる可能性がある。上述した阻害剤の多くはHsp90の同じ部位（N末端もしくはC末端）を標的とするが、こうした薬剤の一部にはHsp90の翻訳後修飾の程度によって異なる選択性で結合するものがあることが示されている。現在発表されている阻害剤の中でHsp90αとHsp90βを区別できるものはまだないが、近年の研究ではHsp90のN末端の特定の残基のリン酸化がアイソフォーム特異的な阻害剤結合をもたらすことが示されており、Hsp90の標的化を新たなレベルで最適に調節することが可能となっている。

## 関連文献
- “The 90-kDa molecular chaperone family: structure, function, and clinical applications. A comprehensive review”. Pharmacology & Therapeutics 79 (2):  129–68. (Aug 1998). doi:10.1016/S0163-7258(98)00013-8. PMID 9749880.
- “Hsp90: a specialized but essential protein-folding tool”. The Journal of Cell Biology 154 (2):  267–73. (Jul 2001). doi:10.1083/jcb.200104079. PMC 2150759. PMID 11470816.
- “Functional and prognostic role of ZAP-70 in chronic lymphocytic leukaemia”. Expert Opinion on Therapeutic Targets 9 (6):  1165–78. (Dec 2005). doi:10.1517/14728222.9.6.1165. PMID 16300468.
- “Mechanisms of disease: the role of heat-shock protein 90 in genitourinary malignancy”. Nature Clinical Practice Urology 3 (11):  590–601. (Nov 2006). doi:10.1038/ncpuro0604. PMID 17088927.